# Kirche von Pernå

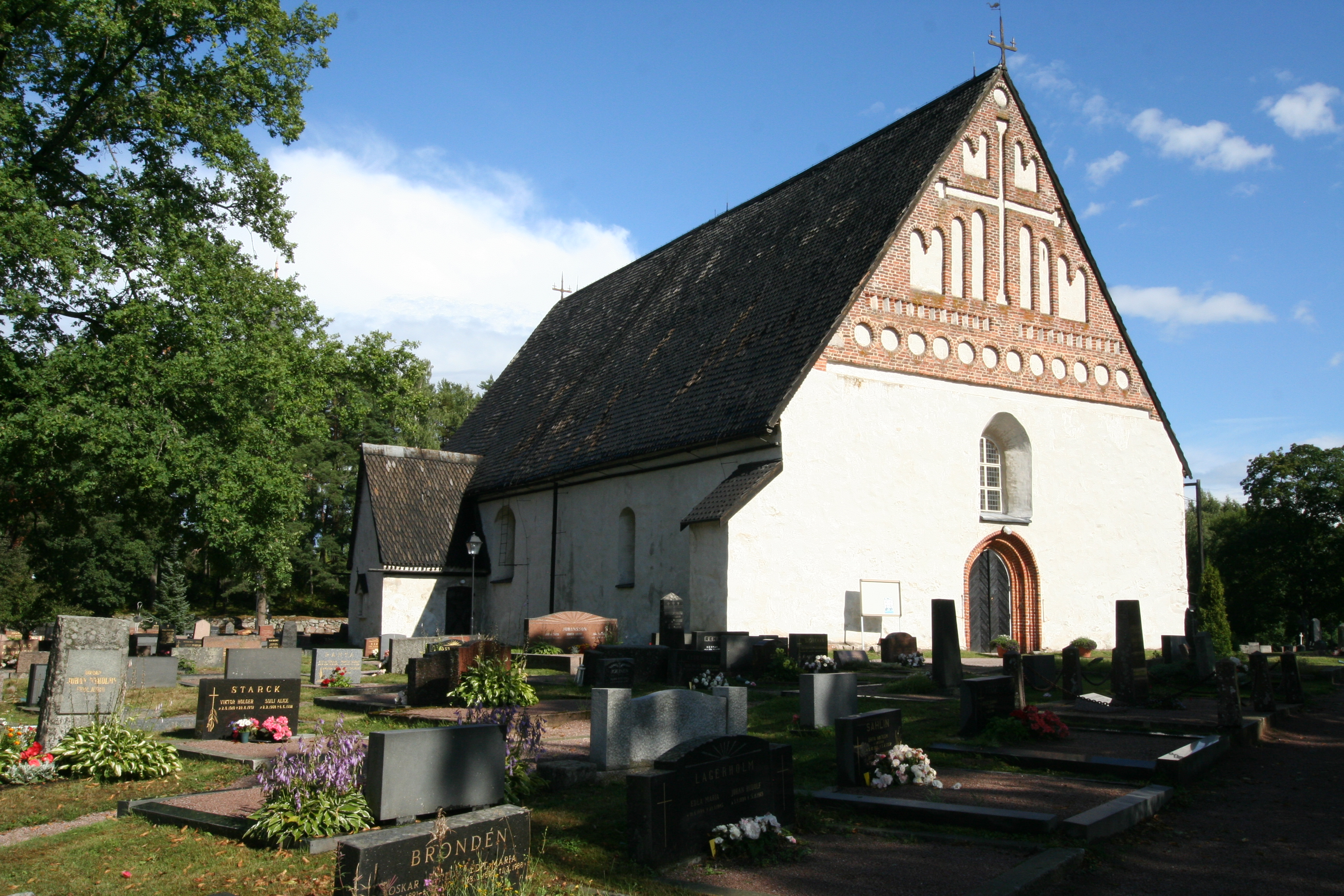
Die Kirche von Pernå (Blick von Nordwesten)

Die Kirche von Pernå ist eine mittelalterliche Steinkirche mit backsteingotischem Giebelschmuck in der ehemaligen Gemeinde Pernå (Pernaja) im Süden Finnlands, die heute ein Teil der Stadt Loviisa ist. Sie stammt aus dem 15. Jahrhundert und ist dem Erzengel Michael und dem Heiligen Erik gewidmet. Sie dient als Pfarrkirche der evangelisch-lutherischen Kirchengemeinde Pernå, einer von fünf Kirchengemeinden im Gemeindeverbund Loviisa.

## Geschichte

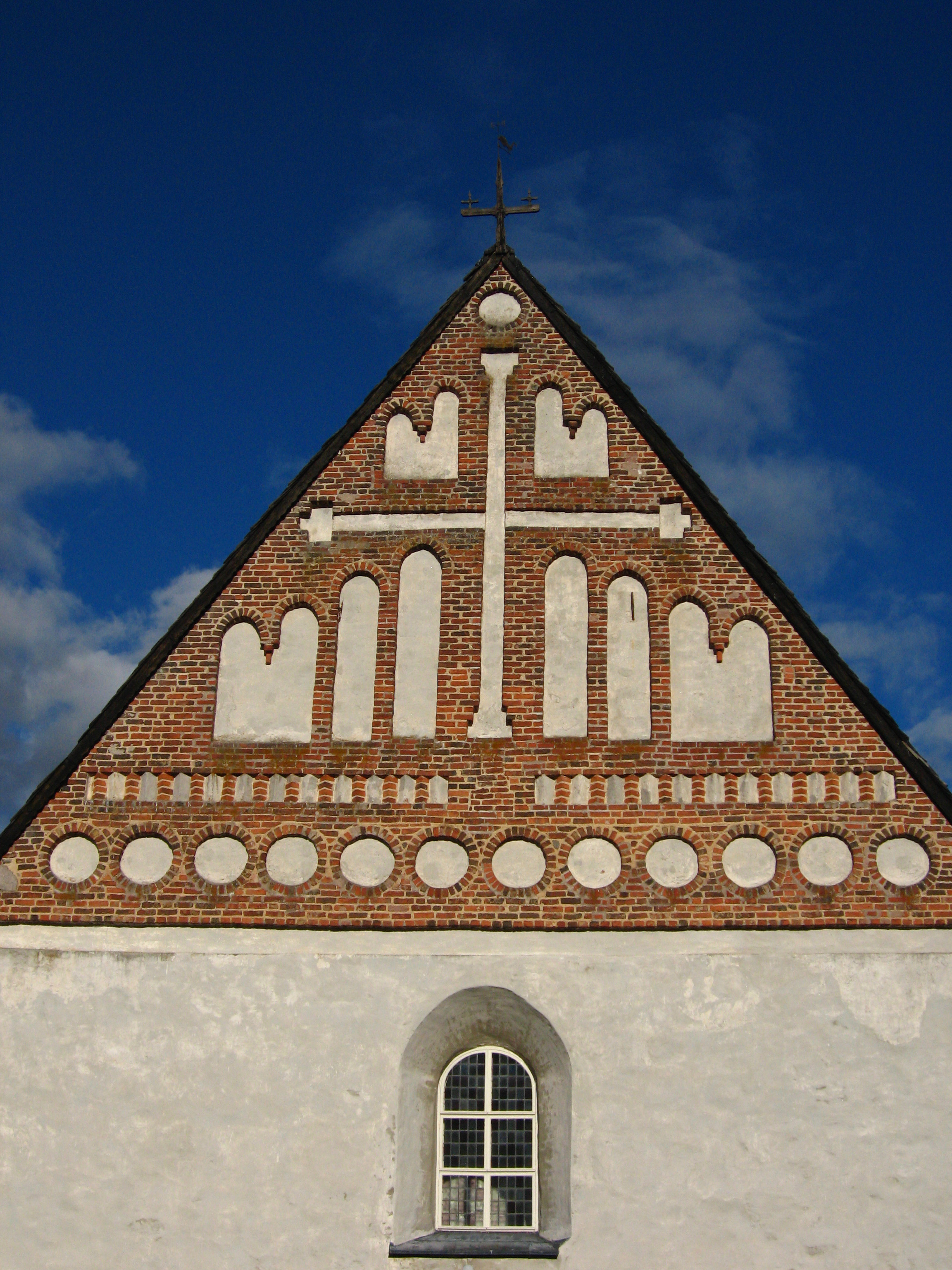
Westgiebel der Kirche von Pernå

Eine erste, noch aus Holz gebaute Kirche dürfte in Pernå bereits um 1300 entstanden sein. 1398 wurde die Gemeinde in einem Schreiben von Papst Bonifatius IX. aufgefordert, sich an einer Renovierung der alten Kirche oder dem Bau einer neuen Kirche zu beteiligen. Das genaue Baudatum der heutigen Kirche ist unbekannt, anhand stilistischer Merkmale und dendrochronologischer Ergebnisse lässt sich aber vermuten, dass die Kirche in der ersten Hälfte des 15. Jahrhunderts entstand. Offenbar wurde die Sakristei als erster Bauabschnitt nach 1410 fertiggestellt, der Rest der Kirche dürfte um 1440 gebaut worden sein. Deutliche Gemeinsamkeiten mit anderen mittelalterlichen Steinkirchen im östlichen Uusimaa sprechen dafür, dass die Kirche von Pernå vom sogenannten „Meister von Pernå“ gebaut wurde, demselben Baumeister, der auch für den Dom von Porvoo, die St.-Laurentius-Kirche in Vantaa und die Kirchen von Sipoo, Pyhtää und Vehkalahti verantwortlich zeichnete.

## Baubeschreibung

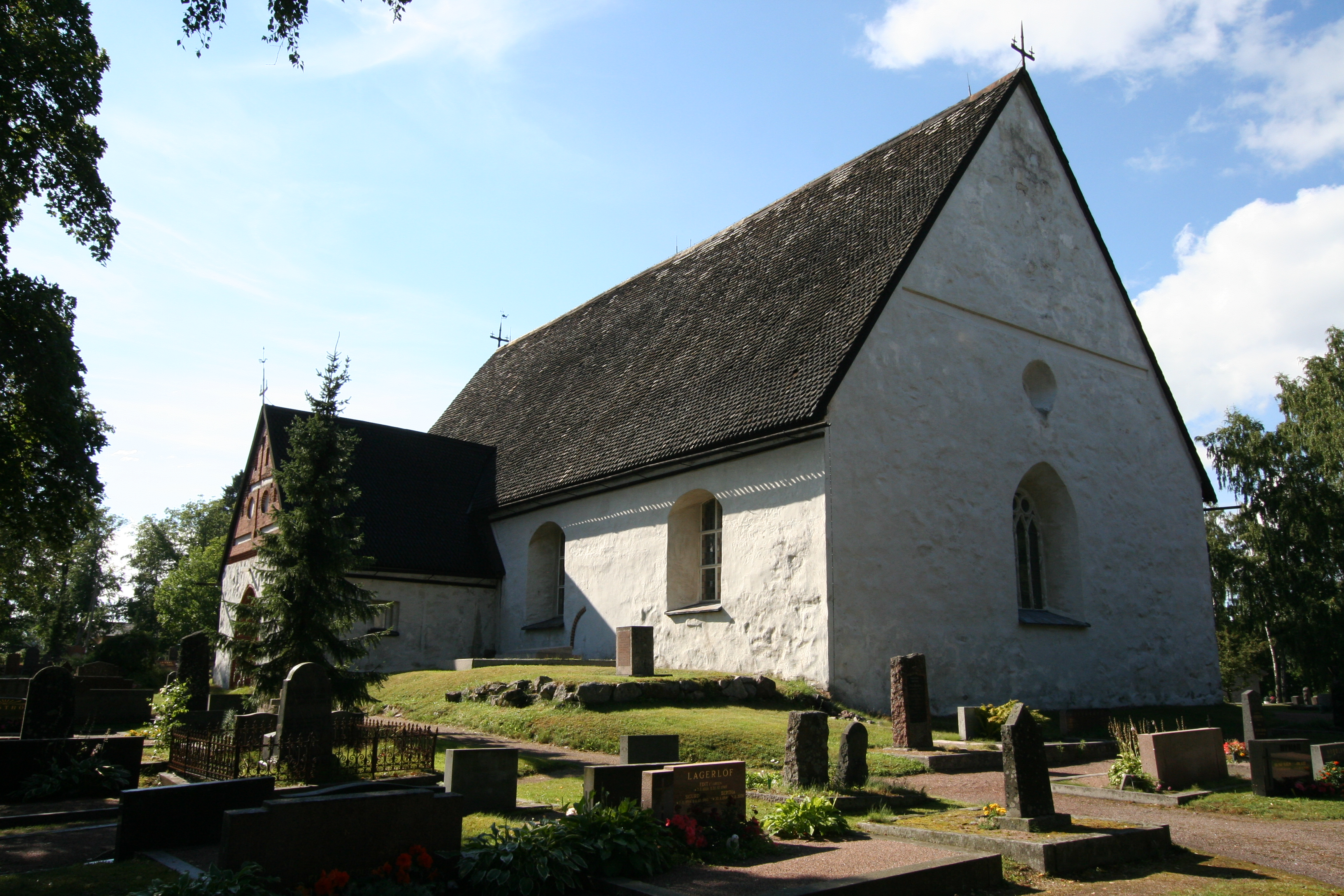
Blick aus Südosten

Die Kirche von Pernå ist sehr gut in ihrer mittelalterlichen Gestalt erhalten geblieben. Sie ist eine dreischiffige Hallenkirche auf rechteckigem Grundriss von 32 × 16,5 Metern, an das im Norden eine Sakristei und im Süden ein Waffenhaus angebaut sind. Obwohl die Joche im Chor etwas länger sind als im Langhaus, ist der Kirchenraum in ganzer Länge einheitlich gestaltet, ein Langhus im nordeuropäischen Sinn. Das Feldsteinmauerwerk ist von außen weiß verputzt. Der Westgiebel des Schiffs und der Giebel des Waffenhauses sind mit gotischen Backsteinornamenten verziert. Einen gemauerten Kirchturm hat die Kirche von Pernå nicht, hingegen sind die Kirchenglocken in einem freistehenden Glockenstapel aus dem Jahr 1853 untergebracht.
Das Hauptschiff ist in sechs Sterngewölbe, die Seitenschiffe in jeweils sechs Kreuzrippengewölbe unterteilt.

## Interieur
Die Wände und Gewölbe der Kirche sind mit mittelalterlichen Seccomalereien geschmückt. Die Malereien wurden wohl schon im 17. Jahrhundert übertüncht und in den 1930er Jahren wieder freigelegt. Die Glasmalereien der Kirche stammen aus dem Jahr 1939. Zum Kircheninventar gehören vier mittelalterliche Holzskulpturen.